# السيد تيرنر
السيد تيرنر (بالإنجليزية: Mr. Turner)‏ هو فيلم دراما تم إنتاجه في بريطانيا وألمانيا وفرنسا وصدر في سنة 2014. الفيلم من إخراج مايك ليغ من بطولة تيموثي ليونارد سبال ودورثي اتكنسون. الفيلم مرشح في 4 جوائز اوسكار لعام 2015.

## القصة
يرصد الفيلم قصة واحد من أعظم الرسامين جي إم دابليو تيرنر (تيموثي سبال)، ولد تيرنر يوم 1775 وتوفي عام 1851 وما زالت أعماله الفنية برونقها. يعيد الفيلم اكتشاف حياة تيرنر ليرصد عديدا من الجوانب الإنسانية في حياته الشخصية والمهنية. ففي عمر الرابعة عشر التحق تيرنر بالأكاديمية الملكية للفنون، ومن خلال أعماله الفنية أحدث نقلة نوعية في الرسم عبر رسمه بالألوان المائية.

## الميزانية والإيرادات
حقق أرباحا تقدر بـ 3 مليون دولار.

## وصلات خارجية
- السيد تيرنر على موقع IMDb (الإنجليزية)
- السيد تيرنر على موقع ميتاكريتيك (الإنجليزية)
- السيد تيرنر على موقع الموسوعة البريطانية (الإنجليزية)
- السيد تيرنر على موقع روتن توميتوز (الإنجليزية)
- السيد تيرنر على موقع نتفليكس (الإنجليزية)
- السيد تيرنر على موقع قاعدة بيانات الأفلام العربية
- السيد تيرنر على موقع ألو سيني (الفرنسية)
- السيد تيرنر على موقع Turner Classic Movies (الإنجليزية)
- السيد تيرنر على موقع أول موفي (الإنجليزية)
- السيد تيرنر على موقع بوكس أوفيس موجو (الإنجليزية)